# Aviz de securitate la incendiu
Aviz de securitate la incendiu este documentul emis, în baza legii, de inspectoratul pentru situații de urgență județean sau al municipiului București, după verificarea documentației tehnice de proiectare în care sunt cuprinse  reglementărilor tehnice și măsuri de apărare împotriva incendiilor, ce trebuie respectate, pentru îndeplinirea cerinței esențiale de securitate la incendiu a construcțiilor, instalațiilor și altor amenajări.

## Exercitarea autorității de stat
Exercitarea autorității de stat în domeniul apărării împotriva incendiilor se realizează prin activități de reglementare, autorizare, avizare, atestare, supraveghere a pieței, control, organizarea stingerii incendiilor și tragerea la răspundere juridică a persoanelor vinovate.
Controlul de stat în domeniul apărării împotriva incendiilor se realizează, prin inspecția de prevenire și alte compartimente din subordinea Inspectoratului General la nivel central, iar la nivel local, de către inspectorate prin inspecțiile de prevenire potrivit competențelor.
Începerea lucrărilor de execuție la construcții și amenajări noi ori de modificare și/sau schimbare a destinației celor existente se face numai după obținerea avizului de securitate la incendiu potrivit legii. Categoriile de construcții și amenajări care se supun avizării și/sau autorizării privind securitatea la incendiu se aprobă prin hotărâre a Guvernului.
Avizul de securitate la incendiu se emite și pentru:
- modificări de compartimentare nestructurală, demontabilă, realizată din materiale ușoare;
- schimbarea de destinație pentru anumite tipuri de lucrări;
- lucrări de intervenții în scopul implementării măsurilor necesare conform legislației prevenirii și stingerii incendiilor în vigoare, respectiv executarea instalațiilor specifice prevenirii și stingerii incendiilor, atunci când aceste lucrări se pot executa, potrivit legii, fără autorizație de construire[1].

## Securitate la incendiu în România
În România „securitate la incendiu" reprezintă a doua cerință fundamentală privind executarea unei construcții de calitate.
Potrivit legii obligația solicitării autorizați de securitate la incendiu revine persoanei fizice ori juridice care finanțează și realizează investiții noi sau intervenții la construcțiile existente ori, după caz, beneficiarului investiției. Documentul se eliberează de către inspectoratele județene dacă se respectă cerințele cuprinse în documentația tehnică.
Autorizației de securitate la incendiu certifică punerea în funcțiune a construcțiilor, amenajărilor noi și a celor existente că s-au respectat prevederile legale în domeniu.

## Valabilitatea avizului și autorizației
Avizul și autorizația sunt valabile numai însoțite de documentele vizate spre neschimbare/marcate cu sigiliul electronic avansat, în copie sau original.